# Пробужка
Пробужка — річка в Україні, у Роменському районі Сумської області. Права притока Груні (басейн Дніпра).

## Опис
Довжина 19 км, похил річки — 1,4 м/км. Площа басейну 99,1 км².

## Розташування
Бере початок у Беєвому. Тече переважно на південний схід через Колісники і в Підставках впадає в річку Грунь, праву притоку Псла.
Населені пункти вздовж берегової смуги: Мельникове, Колядинець, Великий Ліс.
Річку перетинає автомобільна дорога Т 1913.

## Цікаві факти
- У минулому село Баєве називалося Чернишевою Слободою, Слобода Чернишівка[1]. Входило до Капустинської волості Гадяцького повіту Полтавської губернії.
- У Баєвому на лівому березі річки побудовано Храм Преображення Господнього.